# Rubus viridescens
Rubus viridescens är en rosväxtart som först beskrevs av Rogers, och fick sitt nu gällande namn av T.A. W. Davis. Rubus viridescens ingår i släktet rubusar, och familjen rosväxter. Inga underarter finns listade i Catalogue of Life.